# Anne-Marie Slaughter

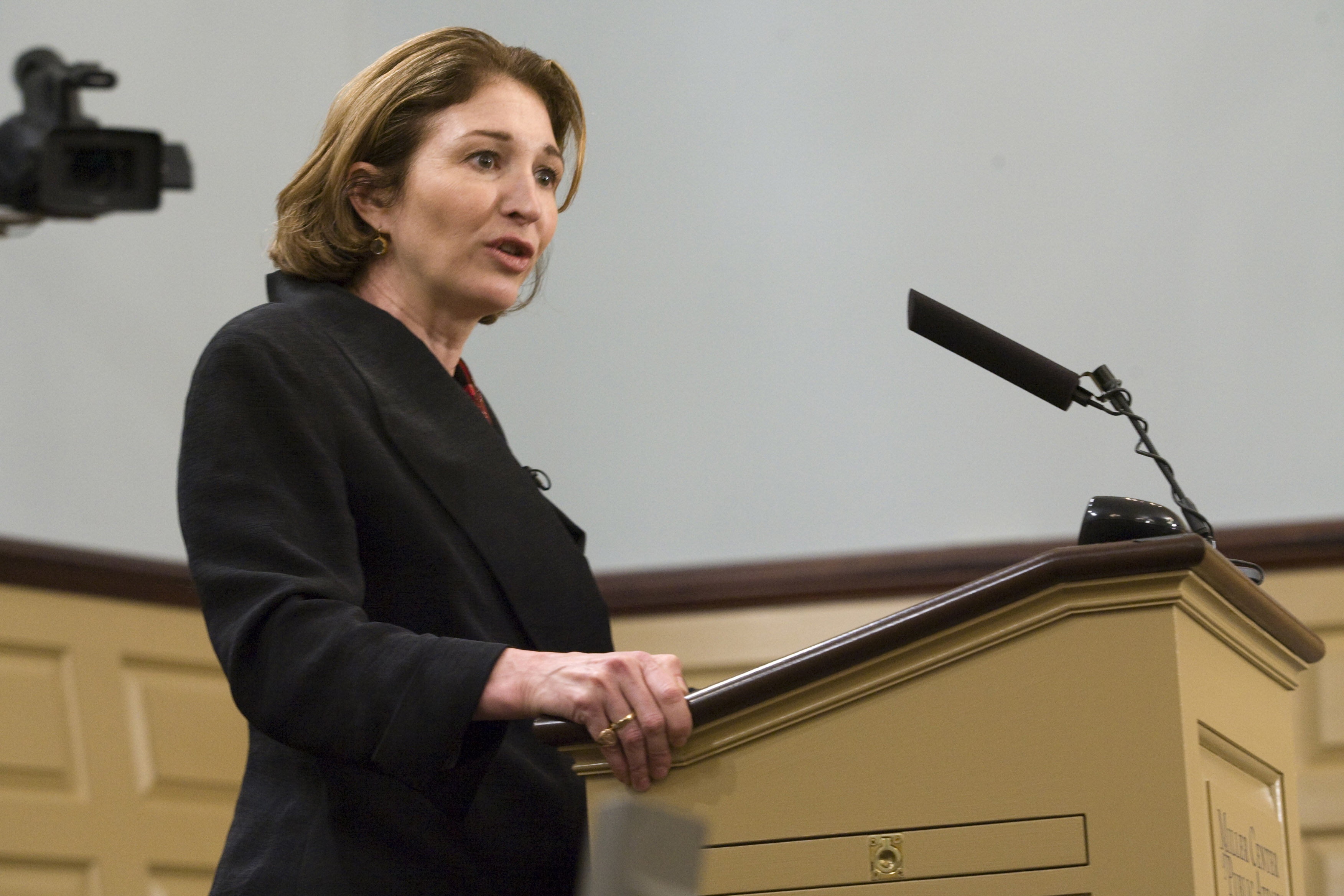
Anne-Marie Slaughter (2011)

Anne-Marie Slaughter (* 27. September 1958) ist eine US-amerikanische Politikwissenschaftlerin.

## Leben
Slaughter machte 1980 ihren B.A. an der Woodrow Wilson School der Princeton University und 1982 einen M.Phil. in International Affairs am Worcester College an der Universität von Oxford. Anschließend absolvierte sie die Harvard Law School (J.D. 1985) und wurde 1992 in Oxford auch im Fach Internationalen Beziehungen promoviert.
Sie war Dekanin an der Woodrow Wilson School of Public and International Affairs.

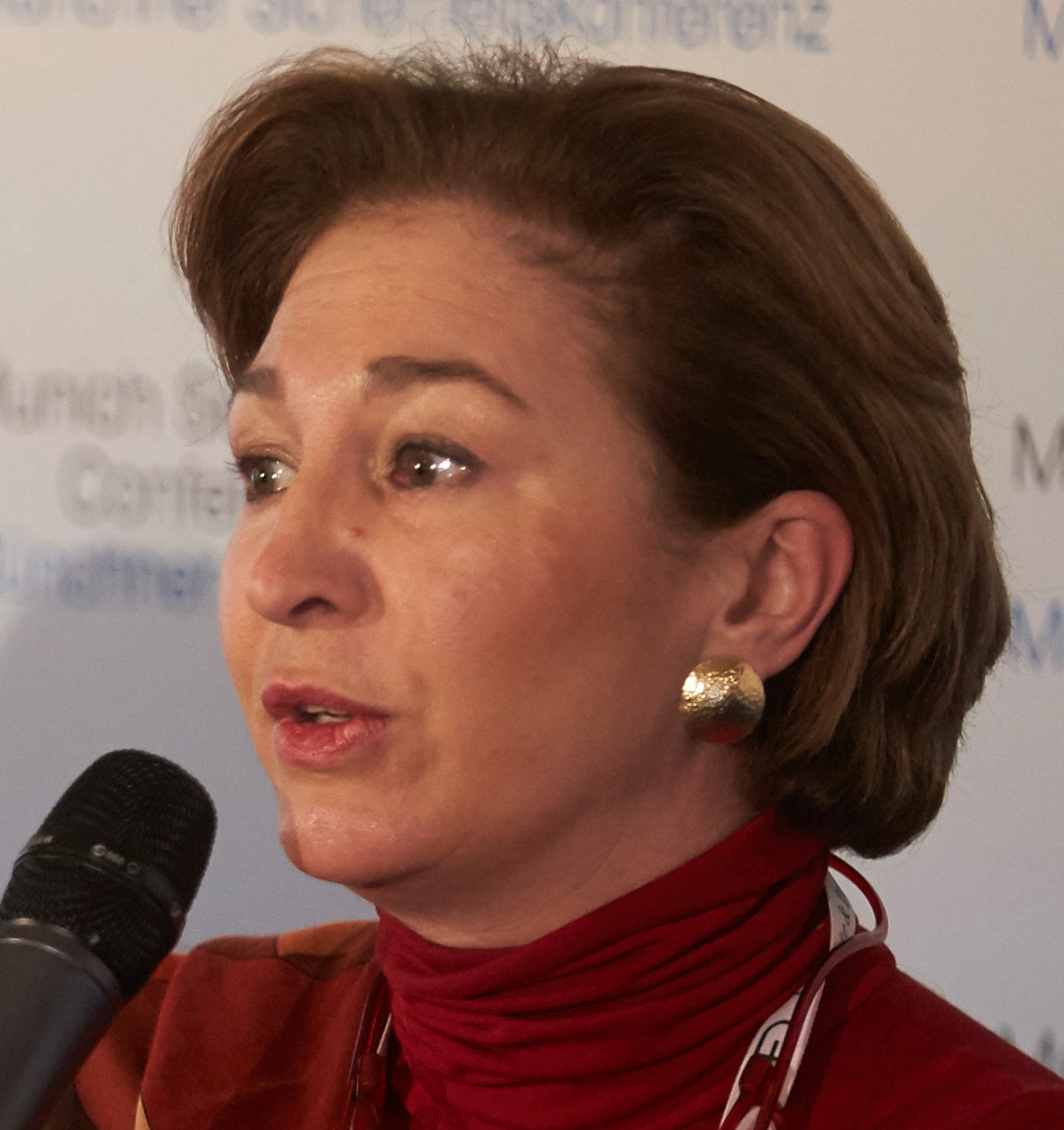
Slaughter während der 52. MSC 2016

Slaughter leitete zwei Jahre lang als Director of Policy Planning den Planungsstab im US-Außenministerium unter Hillary Clinton, bis sie im Februar 2011 auf ihre Professur in Princeton zurückkehrte, um auch mehr für ihre Kinder da zu sein. Sie ist Präsidentin und Geschäftsführerin des amerikanischen Think Tanks New America.
International einem großen Publikum bekannt wurde Slaughter durch ihren Aufsatz Why Women Still Can’t Have It All, den sie nach ihrem Rückzug aus dem Außenministerium zum Thema Vereinbarkeit von Familie und Beruf schrieb. Darin entlastet sie die Frauen von der Verantwortung für diese Vereinbarkeit und fordert gesellschaftliche Veränderungen zur Verbesserung der Bedingungen.
Zentrale Botschaft ihres Buches Was noch zu tun ist: Damit Frauen und Männer gleichberechtigt leben, arbeiten und Kinder erziehen können. (Original: Unfinished Business: Women Men Work Family, 2015) gipfelt darin, dass sie den derzeit in den USA praktizierten Kapitalismus und ein Familienleben für nicht vereinbar hält.
Slaughter ist verheiratet und hat zwei Söhne.
2002 wurde sie in die American Academy of Arts and Sciences und 2011 in die American Philosophical Society gewählt.

## Werke
- Renewal: From Crisis to Transformation in Our Lives, Work, and Politics. Princeton University Press, Princeton 2021, ISBN 978-0-691-21056-8.
- The Chessboard and the Web: Strategies of Connection in a Networked World. Yale University Press, New Haven 2017, ISBN 9780300215649.
- Was noch zu tun ist: Damit Frauen und Männer gleichberechtigt leben, arbeiten und Kinder erziehen können. Kiepenheuer & Witsch, Köln 2016, ISBN 978-3-462-04893-3.
- Mit A. Moravcsik und W.A. Burke-White: Liberal Theory of International Law. Oxford University Press, New York 2005.
- A New World Order: Government Networks and the Disaggregated State. Princeton University Press, Princeton 2004.
- Mit K. Raustiala: Considering compliance. In: Walter Carlnaes, Thomas Risse und Beth Simmons (Hrsg.): Handbook of International Relations. Sage Publications, Thousand Oaks, CA 2001.